# حسين سهراب
حسين سهراب (مواليد 23 مارس 1993، لاعب كرة قدم إماراتي.
لعب سابقاً نادي الشعب في الفئات السنية و نادي مصفوت ونادي العربي .